# BC급 전범
BC급 전범(BC級戦犯)은 연합국에 의해 선포된 국제 군사재판소 조례 및 극동 국제 군사재판 조례의 전쟁 범죄 유형B 항 ‘보통의 전쟁 범죄’ 또는 C항 ‘반인륜 범죄’에 해당하는 전쟁 범죄 또는 전쟁 범죄가 되는 죄목을 추궁 받은 개인의 총칭이다. 일본의 BC급 전범은 연합군 최고사령부(GHQ)에 의해 요코하마와 마닐라 등 세계 49곳의 군사법정에서 심판을 받았다. 이후 감형된 사람도 포함하여 약 1,000명이 사형 판결을 받은 것으로 알려졌다. 또한 극동 국제 군사 재판(도쿄 재판)에서도 A항목의 소추 사유로 무죄가 되었지만, 마쓰이 이와네와 같이 B항목, C항목의 기소 이유로 유죄가 된 사람도 있었다. 또한 일본에 대해서는 대부분 B항에만 적용되지 않았다.

## 개요
나치 독일의 폴란드 침공 이후 나치 독일에 의한 잔학 행위에 대해 각국 정부와 그 대표 등으로부터 비난의 소리가 높아지고 있었다. 이 목소리는 이후 런던 세인트 제임스 궁전 선언에서 책임자의 재판에 의한 처벌의 언급으로 발전했고, 1943년 10월 연합국 전쟁 범죄위원회 발족의 계기가 되었다.
1943년 11월 1일에는 모스크바 선언이 발표되어 그 중 나치 독일의 전쟁범죄자에 대한 처벌은 범죄가 행해진 국가에서 재판 지역이 한정되지 않고 전쟁 범죄자(주요 전쟁 범죄자)에 대해 연합국의 판단에 맡기는 것이 선언되었다.
연합국 전쟁범죄 위원회에 따르면 1944년 10월의 제언은 조직적이고, 대규모 잔학 행위에 따른 주요 전쟁 범죄는 국제 법정을 달리하여, 전쟁 범죄는 군사 법정을 열 수 있도록 제안했다. 이 제안은 영국에 의해 부정되었지만 이후 국제 군사재판소 조례의 A ~ C 항목의 전쟁 범죄 유형의 원형이 되었다. 1946년 1월 19일 작성된 《극동 국제 군사재판소 조례》는 이 전쟁 범죄 유형의 일부를 변경하여 도입하고 있다.
- A항 : 반평화 범죄 (Crimes against Peace)와 관련된 범죄는 독일 뉘른베르크 국제 군사 재판소와 일본 - 도쿄 극동 국제 군사 재판소에서 심리되고 그렇지 B항 ‘보통의 전쟁 범죄 ’· C항 ‘반인륜 범죄’를 중심으로 한 범죄는 각지의 연합군 군대와 범죄가 행해진 각국에서 심리되었다.[4]
- B항 : 통상적인 전쟁 범죄 (Conventional War Crimes)는 전시 국제법의 교전 법규 위반 행위(Namely, violations of the laws or customs of war)를 의미한다.[5]
- C항 : 반인륜 범죄 (Crimes against Humanity)는 ‘국가 또는 집단이 일반 국민에 이루어진 살인, 멸족을 목적으로 한 대량 살인, 노예화, 포로 학대, 추방 기타 비인도적 행위’라고 정의되어 있다.[6] 이 법개념에 대해서는 당시부터 찬반 의견이 분분했다. 또한, 이 C항은 일본의 전쟁 범죄로 하는 것에 대해서는 적용되지 않았다.

A급, B급, C급의 구분은 국제 군사재판소 조례 및 극동 국제 군사재판 조례(Charter of the International Military Tribunal for the Far East)의 분류이다. 또한 ‘BC급 전범’은 미국에서의 호칭이며, 영국과 호주에서는 ‘경범죄 전쟁 재판(Minor war crimes trials)이라고 불리고 있다.

## 전범 리스트
연합국은 전시, 전후에 전쟁 범죄에 관한 정보를 수집하고 있었다. 이러한 정보는 연합국 전쟁 범죄위원회에 제출되었고, 그것을 바탕으로 1948년 3월까지 36,529명 (일본인 용의자 440명) 용의자 리스트를 작성했다. 또한 일본의 전범을 대상으로 중화민국의 충칭에 설치된 위원회 극동 태평양 소위원회는 3,158명, 연합군 동남아시아 사령부는 1945년 11월 10일까지 1,117명의 리스트가 작성되었다. 이 리스트는 전범 수사 기관을 가지고 각지의 연합군과 각국에 배포된 전범의 체포에 이용되었다. 이 리스트에 실려 있지 않은 사람이라도 각 수사 기관의 판단에 의해 체포, 조사가 수행될 수도 있었다.

## BC급 전범 체포
더글러스 맥아더 원수는 아쓰기에 도착하면서 가장 먼저 엘리엇 소프 준장에게 도조 히데키 이하 전쟁범죄자를 체포하도록 명령했다. 연합군 최고사령부(이하, GHQ)는 1945년 9월 11일에 도조 히데키 등 43명을 비롯해 1948년 7월 1일까지 2,636명의 체포영장을 발부하여, 2,602명의 용의자를 체포, 기소했다. 영국군을 주체로 하는 연합군 동남아시아 사령부는 1946년 5월을 기준으로 8,900명을 체포했고, 이밖에 소련군 및 아시아 각국에서 체포가 진행되고 있었다. 정확한 용의자의 체포자 총수를 나타낸 자료는 없지만, 제1 복원국 법무 조사부는 1946년 10월 상순 시점에서 약 11,000명이 해외에서 체포된 것으로 추산하고 있었던 것으로 미루어 그 수가 1만 명을 훨씬 넘을 것으로 추측되었다.
일본은 제네바 조약을 비준하지 않았기 때문에 (적용하겠다고 연합국 측에 약속은 했지만) 참모 본부와 군령부에도 협약에 대한 인식이 없었고, 포로의 취급에 대한 지침이 제각각이었다. 그 결과 각 부대에 포로의 인권에 대한 이해가 없었고, 처형과 학대로 연결되어, 기소 대상자가 필연적으로 늘어날 수밖에 없었다. (규슈대학 생체 해부 사건 , 아부라야마 油山 사건 등)
전후 해군반성회 군령부의 고급 참모들이 당시를 회상하며 “포로는 한 사람이라도 많이 죽여라”라는 분위기가 있었는데 그것이 군 전체에 널리 퍼진 것“이라고 증언했다. 이 가운데 전직 대령인 오오이 아츠시는 중국 산조우섬(三灶岛)에서 해군의 민간인 소탕을 예로 들면서 “일본 병사의 인권, 인명 경시는 중일 전쟁 때부터 조성되어 마비되어 버렸다는 것도 영향을 주었다”고 지적하고 있다.
또한 연합군 군용기 조종사 포로에 대한 대우도 문제가 되었다. 다나카 히로미(田中宏巳)의 《BC급 전범》(치구마 新書)에서 “항공기와 지상 부대의 전투는 일방적으로 항공기가 공격을 하고, 지상군은 무력감과 증오심이 높아진다”라는 식으로 되기 쉽다. 이 상황에서 군용기가 추락해 승무원이 포로가 되었을 때, 바로 조금 전까지 공중에서 일방적으로 아군을 학살했던 사람이 ‘포로가 된 이상 제네바 조약으로 보호받을 권리가 있다’고 주장하면 전장의 군인은 도저히 받아들일 수 없다”고 말했다. 이 책에 따르면, 이시가키섬에서 미군기 조종사 3명이 포로가 된 후 살해된 사건에 대해 사형 선고를 했고(후에 감형이 되었지만), 42명의 사례도 군용기 조종사 포로의 살해는 전체적으로 사형 판결이 많았던 경향이 있었다고 한다.
전범 체포 과정에서 적군의 재판을 떳떳하지 않다고 여겨 스스로 목숨을 끊은 사람도 있었다. 예를 들면, 스기야마 하지메(원수, 육군대장 개전 시 참모총장)은 권총 자살을 했으며, 하시다 구니히코(문교부 장관), 고노에 후미마로(전 총리)의 2명은 음독자살을 했다. 고이즈미 치카히코(도조 내각 후생 장관, 군의관 중장), 혼조 시게루(전 관동군 사령관 육군대장)은 할복자살을 했다. 또한 도조 히데키(전 총리, 육군 대장)는 자살을 시도했으나 미수에 그쳤다.

### 조선인, 대만인 전범
연합국은 일본의 전쟁 범죄 중에서도 포로 학대를 특히 중시하고 있었다.(포츠담 선언 제10항) 일본군이 동남아시아 각지에 설치한 포로수용소의 감시원에 조선인, 대만인 군속으로 일한 것에 대해 연합국 각국이 조선인, 대만인을 ‘적국에 부역한 신민’으로 간주하고 일본인으로서 재판한 것이다. 상관의 명령에 따른 행위에 대해서도 책임을 면제받지 않는다는 것이 많은 조선인, 대만인의 전범을 만들어 낸 요인이 되었다. 버마 철도(태면철도 泰面鐵道) 건설의 예에서 볼 수 있듯이, 일본 정부가 〈제네바 조약〉을 지키겠다고 연합국 각국에 약속하면서 그에 따른 적절한 처우를 하지 않았기 때문에 협약에 반하는 명령, 처우, 실행 책임을 말단 군속에게도 물은 것이다.
BC급 전범 중에는 당시 합병해 있던 조선의 조선인과 구 식민지였던 대만인도 있었다. 그 숫자는 조선인이 148명, 대만인은 173명이었다.
조선인 전범은 148명 중 군인은 3명이었다. 1명은 홍사익 중장(사형)이었으며, 두 사람은 지원병이었다. 이 밖에 통역병도 있었던 조선인 16명이 중화민국의 국민당 정부에 의해 심판을 받았고, 그 중 8명은 사형을 당했다. 3,016명의 한국인 포로감시원 중 129명이 유죄판결을 받았고, 이들 129명 전원이 포로수용소의 감시원으로 징용되어 타이, 자와섬, 머레이의 포로수용소에 배속된 군속이었다. 이들 중 았으며, 14명은 교수형에 처해졌다. 또한, 적국의 부녀자를 비롯한 민간인을 억류한 자바군 억류 장소의 감시에도 조선인 군속이 맡았기 때문에 네덜란드 법정에서도 전범이 되었다.
대만인 군속은 보르네오 포로수용소에 배속되었다. 호주 법정에서 많은 대만인이 전범으로 재판을 받고 그 중 7명이 사형, 84명이 유기금고형을 받았다.
조선인, 대만인의 전범은 일본인이 ‘내지 송환’이 될 때 함께 일본으로 송환되어 스가모 구치소에 수용되었다. 〈샌프란시스코 강화 조약〉에서 일본인 전범은 형집행을 지속하도록 했지만, 조선인 전범 등의 국적이 이미 일본이 아니었기 때문에 한국인과 대만인은 예외로 했다. 따라서 일본 정부에 석방을 요구했지만, 일본의 최고재판소(대법원)는 구금 당시 일본 국민이었기 때문에 형기를 마쳐야 한다며 요구를 받아들이지 않았다. 이후 가석방된 조선인 전범은 외국인으로 취급되어 아무런 생활 지원도 받지 못해 극심한 빈곤에 시달렸다. 가석방 상태라 고향으로 돌아갈 수도 없었고, 의지할 기반조차 없어서 온갖 차별에 시달리며 막노동으로 하루하루를 살았고, 생활고와 비관으로 자살한 이들도 있었다.
한국인 BC급 전범 기소자들은 1955년 4월 동진회(同進會)를 결성하고 명예회복과 일본 정부에 사죄와 보상 입법을 요구하는 활동을 펼쳐왔으며, 60주년이 된 2015년 4월 1일기준으로 생존자는 이학래(90세, 일본 동진회 회장) 씨등 5명에 지나지 않는다. 그러나 2022년 현재 생존자들은 모두 사망하여서 피해자의 자손들이 지금도 법률 제정을 촉구하는 집회중이다.

## 전범 수용소
전범 용의자들은 수용소에서 사적인 폭행을 당했다고 증언하는 사람이 많았으며, 폭행으로 사망한 사람이 있었다는 증언이 있다. 이것은 일본군으로부터 폭행을 당했던 현지의 포로가 감시관으로 역임한 사례가 많았기 때문이라고 알려져 있다.

## 재판
법무대신 관방 사법 법제조사부의 ‘전쟁범죄 재판개요’에 따르면 기소 건수는 2,244건, 5,700명이 기소되었다고 보고되고 있다. 이 숫자에는 소련과 중국에서 숫자가 포함되어 있지 않다.
군사 법정 형식으로 재판한 심판제였지만 일반 군사재판과는 달리 변호인이 붙여졌다. 특히 중국, 소련, 네덜란드 법정에서는 허술한 소문 조사, 거짓 증언, 통역의 미비로 재판집행자의 보복 감정 등이 화가 되어 부당한 대우를 받거나 무고한 죄를 짊어져야 하는 사례도 다수 있었다고 말한다. 특히 이러한 주장은 피의자를 포함한 일본 측의 관계자를 중심으로 보인다. (예를 들어, 영양실조의 포로에게 우엉을 먹이거나, 어깨 결림, 요통의 포로에게 뜸을 뜬 수용소 관계자가 포로 학대 혐의로 기소되어 유죄 판결을 받은 것 등을 들 수 있다. 그러나 이러한 사실이 공판에서 학대로 지적된 것은 물론이지만, 이것만으로 유죄 판결을 했는지 이외에도 학대 사실이 있었지만 때문에 유죄의 증거로 채택된 것인지는 불분명하다.).
미군의 재판에서도 야마모토 시치헤이는 “‘다나카는 헌병이었다’는 증언이 있었다면, ‘헌병을 한 것은 이 녀석이다’라고 대면질의에서 들으면 이제 끝에서 ‘나는 헌병이 아닌 포병입니다’라고 아무리 말해도 소용이 없었다"고 회상하고 있다. 한편, 이러한 문제를 감안하면서도, 변호인을 선임하게 한 점, 재판 내용, 판결 내용 등을 고찰하고, 일반적인 군사재판과 비교하여 정확한 재판을 했다는 연구도 발표되고 있다. 사실 무죄가 된 피고도 다수 있다. (미군의 B29가 추락했을 때 일본이 진행한 군사재판에서는 변호인을 선정하지 않았다.)
호주는 전범 재판을 가장 적극적으로 추진한 나라였다. 1942년 8월 25일 일본군 육전대가 뉴기니 동쪽 끝 미른 만에 상륙해서 9월 6일 물러날 때까지 호주군과 주민들을 상대로 무차별 학살과 강간, 심지어 인육을 먹는 일까지 저질렀다. 이들의 잔인성에 분노한 호주 정부는 그 궁극적인 책임이 천황에게 있다고 판단하고, 도쿄 재판에서 천황을 전범으로 불러내야 한다고 강력하게 주장했다. 호주의 재판은 천황의 처벌을 요구했기 때문에 일반적으로 엄격한 재판을 했다고 생각하고 있지만, 다른 나라에서 받은 재판보다 무죄 판결이 가장 많았다. 전범으로 사형에 처해지거나 옥사한 사람은 공식적으로는 ‘법무사망자’(法務死亡者)라고 했고, 야스쿠니 신사에 합사된 이후에는 이들(ABC급 전범)을 ‘쇼와순난자’(昭和殉難者)로 불렀다.
1959년 처형된 BC급 전범도 A급 전범과 더불어 야스쿠니 신사에 합사되었다.

## 처벌
A급 전범 약 200명이 스가모 구치소에 체포, 감금된 것과 동시에 BC급 전범 약 5,600명이 각지에서 체포되어 투옥되었다. 요코하마, 상하이, 싱가포르, 라바울, 마닐라, 마누스섬 등등 남방 각지의 50여 곳의 감옥에 억류된 약 1,000명이 군사재판을 받고 사형당했다.
일본에서 전후 체포된 사람은 가족들에게 “좀 나갔다 오겠다”고 말을 남기고, 나갔다가 설마 자신이 전범으로 재판을 받게 될 것이라는 것을 예상치도 못한 사람이 많았다. 사형 판결을 받은 전범의 대부분은 유서, 유발(머리카락) 등을 남기게 허용하지 않았고, 유골도 비밀리에 소각 또는 매장되었다. 전범들 중 일부는 숨겨온 연필이나 자신의 피로 종이조각이나 화장지에 몰래 유서를 쓰고 군종병들에게 전해주면서 유족에게 전해달라고 부탁한 사람도 있었지만, 그것도 일부의 경우였을 뿐이었다. 1952년 〈샌프란시스코 강화 조약〉 발효 후 전범 사망자의 유서는 스가모 형무소의 ‘스가모 유서 편찬위원회’에 의해 정리되어 《세기의 유서》라는 책으로 1953년에 출판되었다.
또한 포로 처형 등 군간부에 대한 책임 추궁 같은 사안은 쇼와 천황의 기소로 연결되기 때문에 제2복원성이 현지사령관에게 책임을 떠넘기는 변호 방침을 세우고 법무관 등의 증인을 미리 숨기는 등 비밀리에 공작을 벌였다. 따라서 상부의 명령을 수행했을 뿐임에도 불구하고 책임을 추궁당해 처형된 영관급 피고도 있었다. 그러나 일본이 참가한 제1차 세계 대전이 끝난 후 연합국 내의 논의된 ‘책임에 대한 1919년 위원회’는 “상부의 명령을 수행했다는 사실만으로는 책임을 면할 수 없다”는 결론을 만장일치의 의결로 통과시켰다. (정상 참작의 여지로 얼마나 고려하는 지는 각국에 맡겨졌다.)
또한, 이 재판에서 상관의 명령에 따르기만 한 하급 병사가 많이 처형되었다는 것이 일반적으로 잘 알려져 있지만 실제로는 ‘스가모 유서 편찬위원회’가 편찬한 《세기의 유서》에 따르면 2급병 등의 하급 병사가 기소된 비율이 낮았고, 사형이 비율은 감형 등을 고려하면 비율은 적었다. (단, 조선인 등의 군속이 처형된 비율은 다소 많았다.). 사형이 비율이 많았던 것은 준사관, 하사관이 많았다. 한편, 싱가폴 화교 학살 사건처럼 전쟁 범죄를 명령한 고급 군인이 전범 재판을 피해 도망쳤기 때문에 명령에 반대한 군인이 대신 처형된 어처구니없는 사례도 있었다. 이것은 옛 군의 관료 조직의 가혹함을 나타난 예였다. 그 밖에도 진범이 전사하거나, 억류 등의 이유로 부재한 경우에도 더 죄가 가벼운 군인이 중죄로 기소된 사례도 있었다.
또한 외국에서 체포된 전범들 가운데는 말레이 반도의 이롱롱 마을 학살 사건 등에서는 현지인들이 ‘구해주었다.’ 등의 증언으로 변호한 사례도 있다. 이 사건은 맡은 이는 비교적 엄격한 심사위원이었지만 학살하고 가벼운 죄가 되었다. 이들의 경우에는 학살 등의 범죄임에도 불구하고 비교적 가벼운 죄로 끝난 경우도 많았다.

## 국가별 법정
총계 2,235건의 재판, 피고는 전체 총 5,724명이었다. 동일인이 여러 차례 재판을 받았던 경우가 있었으므로, 실제 인원은 이보다 적었다.

### 미국 재판
전체 461 재판, 피고인은 총 1,446명이었다.
- 요코하마 : 331 재판, 피고인 1,029명 1945년 12월 18일 ~ 1949년 10월 19일 (미국 재판 종료)
  - 무사도 재판 (武士道裁判, 미국 요코하마 재판 23호)
  - 하나오카 사건 (미국 · 요코하마 재판 230호)
  - 이토 사건 (미국 · 요코하마 재판 233호)
  - 동해 군사령부 B29 승무원 처형 사건 (오카다 사건) (미국 · 요코하마 재판 261호)
  - 이시가키섬 사건
  - 드리터 사건
- 괌 : 29재판, 피고인 109명 1945년 2월 26일 ~ 1949년 4월 28일
- 콰잘레인 : 3재판, 피고인 18명
- 상하이 : 10 재판, 피고인 52명 1946년 2월 12일 ~
- 마닐라 : 88 재판, 피고 총 238명 1945년 10월 8일 ~ 1947년 필리핀 재판을 이관
  - 야마시타 사건

### 영국 재판
316 재판, 피고인 950명
- 싱가포르 : 137 재판, 피고인 490명 1946년 1월 21일 ~ 1948년 3월 12일
  - 카니코바루섬 주민 학살 사건 (영국 · 싱가포르 재판 12호)
  - 버마 철도 건설 포로 학대 사건 (영국 · 싱가포르 재판 85호)
  - 싱가포르 화교 숙청 사건 (영국 · 싱가포르 재판 118호)
  - 쌍십절 사건
  - 쇼난 (육군) 형무소 사건
- 조호르바루 : 4 재판 피고 5명
- 쿠알라룸푸르 : 50 재판, 피고인 84명 1946년 1월 30일 ~ 1948년]] 1월 12일
  - 느그리슴빌란주 사건
- 타이핑 : 17 재판, 피고인 36명
- 알로르스타르 : 2 재판, 피고인 16명
- 페낭 : 1 재판, 피고인 35명
- 홍콩 : 45 재판, 피고인 123명 1946년 3월 28일 ~ 1949년 12월 20일 (영국 재판 종료)
  - 이치노미야정 영국 함재기 승무원 살해 사건
  - 비하호 사건 (도네 사건)
- 라부안 : 6 재판, 피고인 13명
- 제셀튼 (아피) : 14 재판, 피고인 17명
  - 제셀튼 사건
  - 산던컨 사건
- 버마 : 40 재판, 피고인 131명 1946년 3월 22일 ~ 1947년 11월 21일
  - 칼라곤 사건
  - 제1 모울메인 · 타킨 사건

### 호주 재판
292 재판, 피고 총 960명
- 라바울 : 197 재판, 피고인 408명
- 라부안 : 16 재판, 피고인 157명
  - 산다칸 죽음의 행진 (호주, 라부안 재판 14호)
- 홍콩 : 13 재판, 피고인 42명 ~ 1948년 12월 13일
  - 가스마타 호주군 파일럿 살해 사건 (호주, 홍콩 재판 13호)
- 싱가폴 : 24 재판, 피고인 62명
- 웨와크 : 1 재판, 피고인 1명
  - 뉴 인육 사건 (호주 웨와크 재판 1호)
- 포트 다윈 : 3 재판, 피고인 22명
- 마누스 : 26 재판, 피고인 121명 1950년 6월 5일부터 1951년 4월 9일까지. 6월 11일 마지막 사형 집행으로, 이 재판에서 사실상 BC급 재판 종료.
- 암본 · 모로타이 : 12 재판, 피고인 147명
  - 암본섬 호주군 포로 살해 사건

### 네덜란드 재판
전체 448 재판 피고 총 1,038명
- 바타비아 : 109 재판, 피고인 359명 1946년 8월 5일 ~ 1949년 12월 14일 (인도네시아가 독립하여 네덜란드 재판 종료[11]) (* 바타비아는 현재의 자카르타)
  - 백마 사건(스마랑 위안소 사건, 스마랑 사건 모두) (네덜란드 군 바타비아 재판 69호)
- 메단 : 59 재판, 피고인 136명
- 탄중피낭 : 6 재판, 피고인 11명
- 폰티아낙 : 20 재판, 피고인 38명
  - 폰티아낙 사건 (서부 보르네오 주민 학살 사건[12])
- 반자르마신 : 10 재판, 피고인 30명
- 발릭파판 : 20 재판, 피고인 88명
- 마카사르 : 36 재판, 피고인 92명
- 쿠팡 : 21 재판, 피고인 24명
- 암본 : 49 재판, 피고인 79명
- 메나도 : 44 재판, 피고인 59명
- 모로타이 : 21 재판, 피고인 65명
- 홀란디아 : 53 재판, 피고인 57명 (*홀란디아는 현재의 자야푸라)

### 필리핀 재판
총 70 재판, 피고 총 169명
- 마닐라 : 70 재판, 피고인 169명 1947년 8월 1일 ~ 1949년 12월 28일 (필리핀 재판 종료)
  - 나카무라 케이스

### 프랑스 재판
전체 40 재판, 피고 총 231명
- 사이공 : 40 재판, 피고인 231명 1946년 2월 11일 ~ 1950년 3월 29일
  - 랑송 사건 (프랑스 사이공 재판 39호)

### 중화민국 재판
전체 605 재판, 피고 총 884명. 무죄 판결은 40%에 이르지만, 이는 국공내전의 정책 변화에 따른 것이다.
- 한커우 : 79 재판, 피고인 163명
- 베이징 : 89 재판, 피고인 115명 1946년 4월 8일 ~
- 광동 : 93 재판, 피고인 170명
- 선양 : 115 재판, 피고인 136명
- 난징 : 28 재판, 피고인 33명 1946년 5월 30일 ~
  - 100인 참수 경쟁 (중화민국 남경 재판 21호)
- 지난 21 재판, 피고인 24명
- 쉬저우 : 13 재판, 피고인 35명
- 상하이 : 144 재판, 피고인 181명 ~ 1949년 1월 26일 (중화민국 재판 종료)
- 타이베이 : 12 재판, 피고인 16명
- 타이위안 : 11 재판, 피고인 11명

### 중화인민공화국에 의한 재판
전체 3 재판, 피고 총 46명
- 선양 : 3 재판, 피고인 46명

(단 판명분에 한함. 전범 용의자는 처벌보다는 자아비판을 받는 경우가 많았다.)

### 소련에 의한 재판
소련은 연합국 전쟁 범죄위원회에 참여하지 않았기 때문에 소련의 재판의 실태를 알 수 없었다.
- 하바롭스크 전범 재판

## 재심
군사법정은 1심제로 피고인에게 항소(상고)할 권리는 없었다. 그러나 예를 들어 미군에 의한 재판에서 사형 판결이 나온 경우는 반드시 연합군 최고사령관(맥아더)의 서류 심사를 받게 되어 있었다. 다른 나라에서도, 영국 등에서는 유사한 서류 심사가 이루어졌다. 이처럼 사형 선고 후 서류 심사에서 감형 사형을 면한 경우도 많았다. 이들을 편의상 재심에 의한 감형이라고 부른다. 재판 자체를 다시 한 사례는 거의 없었고, 카토오 테츠다로오(加藤哲太郎)가 사형 판결이 파기되어 다시 종신형으로 감형되었고, 이후 30년 징역형으로 또 감형된 정도였다.

## 연표
- 1940년 11월 - 폴란드와 체코슬로바키아 양 망명 정부의 공동 선언. 나치 독일의 잔학행위에 대해 맹비난을 퍼붓는다.
- 1941년 10월 - 미국대통령 프랭클린 루스벨트와 영국 총리 윈스턴 처칠이 각각 성명을 발표한다. 영국은 그 속에서 전쟁 범죄를 처벌하는 것이 전쟁의 목적 중 하나라고 주장했다.
- 1941년 11월 - 소련의 뱌체슬라프 몰로토프 외무부 장관이 나치 독일의 만행을 비난하는 성명을 발표한다.
- 1942년 1월 13일 - 영국 세인트 제임스 궁전에서 나치 독일의 전쟁 범죄를 재판하여 처벌하는 것을 전쟁 목적에 넣는 선언을 결의했다. 이 선언에는 벨기에, 체코슬로바키아, 폴란드 등 유럽 9개국이 참여하였고 소련도 이후에 동의를 표시했다. 중화민국은 옵저버로 참석하여 선언에 동의했고, 일본 제국에 대해서도 같은 원칙을 적용한다고 밝혔다.
- 1943년 10월 - 연합국은 〈연합국 전쟁범죄 위원회〉를 발족하고 전쟁 범죄의 처벌에 대해 공식적으로 논의하는 자리를 마련했다. 이 위원회에는 호주, 벨기에, 캐나다, 중화민국, 체코, 그리스, 인도, 룩셈부르크, 네덜란드, 뉴질랜드, 노르웨이, 폴란드, 남아프리카공화국, 영국, 미국, 유고슬라비아, 프랑스 등 17개국이 참가했다.
- 1943년 11월 1일- 미국, 영국, 소련에 의한 ‘모스크바 선언’이 발표된다. 그 내용은 “나치 독일에 의한 전쟁 범죄의 책임자는 그 범죄가 행해진 국가에서 재판을 할 지리적 제한이 없으며, 주요 전쟁범죄자 취급 연합국의 결정에 맡긴다” 등의 내용이 포함되어 있었다.
- 1944년 10월 - 〈연합국 전쟁범죄 위원회〉에서 다음과 같은 제안이 정리되었다.

1. 기존의 전쟁 범죄로 간주되지 않는 ‘조직적이고 대규모 잔학 행위’나 그러한 전쟁을 수행 계획, 준비, 시작, 수행하고 있는 지도자를 판단하기 위해서는 국제 조약에 근거한 국제 법정을 연다.
2. 심판되는 경우가 다수에 이르는 것을 감안하여 연합군 각 방면의 최고 지휘관이 설치하는 군사 법정을 연다.

이 제안은 영국의 반대와 미국의 소극적 자세에 막혀 무산되었지만, 이후에 설치된 전범 법정에 큰 영향을 주었다.
- 1945년 1월 22일 - 미국 대통령 앞으로 각서 〈나치 전쟁 범죄인의 재판과 처벌에 관한 건〉이 제출 되어 다음 사항이 확인되었다.

1. 즉결 재판 방식을 정하지 않고, 정부 간 협정에 의한 국제 법원에서 주요 전범을 재판하기
2. 주요 전범 이외의 전범은 해당 국가의 국내 법원에서 재판하기

- 1945년 8월 8일 - 〈런던 협정〉 및 〈국제 군사 재판소 조례〉가 체결된다. 국제 군사 재판소 조례는 전쟁 범죄의 유형으로 아래의 사항이 규정되었다.
  - A항 평화에 반한 죄
  - B항 보통의 전쟁 범죄
  - C항 반인륜 범죄
- 1945년 9월 11일 - 전범 용의자 체포 명령
- 1946년 1월 19일 - 연합군 최고 사령관 맥아더는 극동 국제 군사 재판소 조례를 제정한다.
- 1964년 12월 29일 - 전체 전범 석방.

## 같이 보기
- 일본의 전쟁 범죄
- A급 전범
- 극동 국제 군사 재판
- 해군반성회
- 조선인 BC급 전범
- 마닐라 군사 재판
- 스가모 구치소

## 참고 자료

### 일본 자료
- 田中(2011-2012): 田中宏巳編, 『BC級戦犯関係資料集』（復刻版）（전6권）, 緑蔭書房, 2011-2012년。
- 井上ほか(2010): 半藤一利・秦郁彦・保坂正康・井上亮, 『「BC級裁判」を読む』, 日本経済新聞出版社 2010년 :ISBN 9784532167523
- 牛村・日暮(2008): 牛村圭・日暮吉延, 『東京裁判を正しく読む』, 文藝春秋 2008년 (文春新書), 대화편
- 日暮(2008): 日暮吉延, 『東京裁判』, 講談社 2008년 (講談社現代新書) :ISBN 978-4-06-287924-8
- 林(2005): 林博史, 『BC級戦犯裁判』, 岩波書店 2005년 (岩波新書) :ISBN 4-00-430952-2
- 内海(2004): 内海愛子, 『スガモプリズン:戦犯たちの平和運動』, 吉川弘文館 2004년 :ISBN 4-642-05576-2
- 牛村(2004): 牛村圭, 『再考「世紀の遺書」と東京裁判 - 対日戦犯裁判の精神史』, PHP研究所 2004년 :ISBN 4-569-63826-0
- 田中(2002): 田中宏巳 『BC級戦犯』, 筑摩書房 2002년（ちくま新書）。
- 毎日新聞社(2002): 毎日新聞東京本社社会部編, 『罪 - 届かなかった十五通の遺書』, 河出書房新社 2002년 :ISBN 4-309-01477-1
- 林(1998): 林博史, 『裁かれた戦争犯罪　イギリスの対日戦犯裁判』, 岩波書店 1998년。
- 小菅・永井(1996): GHQ編 小菅信子・永井均解説・訳『GHQ日本占領史』「BC級戦争犯罪裁判」
- 岩川(1995): 岩川隆, 『孤島の土となるとも : BC급전범재판』, 講談社, 1995년。
- 東京裁判ハンドブック(1989): 東京裁判ハンドブック편집위원회편, 『東京裁判ハンドブック』, 青木書店 1989년。
- 茶園(1984-1993): 茶園義男編, 『BC級戦犯関係資料集成』（전15책）, 不二出版, 1984년 - 1993년。
- 巣鴨遺書編纂会(1984): 巣鴨遺書編纂会編, 『復刻 世紀の遺書』, 講談社 1984년。元版は 1953년, 但し復刊に際し再掲を断った遺族がいたので, 約100ページ程度の空白がある。
- 岩川(1982): 岩川隆, 『多くを語らず: 生きている戦犯』, 中央公論社, 1982년 (中公文庫)。
- 法務省(1963-67): 法務大臣官房司法法制調査部『戦争犯罪裁判関係資料』全3권, 国立公文書館所蔵, 1963-1967년。
- 巣鴨遺書編纂会編『世紀の遺書』1953년。
- 巣鴨法務委員会編『戦争裁判の実相』1952년。

### 한국인 관련 자료
- 《조선인 BC급 전범》 우쓰미 아이코(內海愛子, 경초서방, 1982), (이호경 역, 동아시아출판사)
- 《조선인 BC급 전범, 해방되지 못한 영혼》(內海愛子, 동아시아, 2007)
- 《해방 후 BC급 戰犯이 된 한국인 포로 감시원》(『한국근현대사연구』제29집, 2004년)
- 《BC급 전범재판과 조선인》 (김용희 『法學硏究』 제27집, 2007)
- 《해방 후 BC급 戰犯이 된 한국인 포로감시원 = 韓國人부虜視員に對したBC級戰犯處理と問題點》, 채영국 『한국 근현대사 연구(Journal of Korean modern and contemporary history)』 Vol.29 No.- (2004)
- 《해방 전후 자바지역 한국인의 동향과 귀환활동》, 김도형 『한국 근현대사 연구』Vol.24 No.- (2003)
- 《한국인 B·C급 전범’ 재판과 피해보상 청구 소송》, 김은숙, 목포대학교 교육대학원 석사학위논문(2001)
- 《戰爭과 犯罪 = War and Crime》, 이동과『서원대학 논문집』Vol.10 No.- (1981)